# Partido de San Vicente
San Vicente es uno de los 135 partidos de la provincia argentina de Buenos Aires. Su población urbana pertenece al aglomerado Gran Buenos Aires, aunque no en un sentido administrativo.[cita requerida]
Limita al oeste y al noroeste con el Partido de Cañuelas, al sudoeste con el Partido de General Paz, al norte con el Partido de Ezeiza, al sur con el Partido de Brandsen, al noreste con los partidos de Esteban Echeverría y Presidente Perón y al este con los partidos de Florencio Varela y La Plata.
El Curato y Pago de la Magdalena formaban parte, a fines del siglo XVIII, de las tierras que hoy constituyen San Vicente. 
En 1780 el curato se dividió y la zona tomó el nombre de la Laguna de la Reducción, debido a la existencia de un pueblo originario que vivía en las inmediaciones. 
En 1784, el territorio fue convertido en Partido y recibió el nombre de San Vicente. La Ley de Municipalidades, promulgada en 1854, estableció la primera comuna integrada por votación popular. En forma simultánea, el pueblo cabecera se trasladó a la margen sur de la laguna San Vicente.

## Geografía

### Sismicidad
La región responde a la «subfalla del río Paraná», y a la «subfalla del río de la Plata», con sismicidad baja, su última expresión se produjo el 30 de noviembre de 2018 (6 años), a las 10.27 UTC-3, con una magnitud probable, de 3,8 en la escala de Richter. (ver también terremoto del Río de la Plata de 1888).
La Defensa Civil municipal debe advertir sobre escuchar y obedecer acerca de 
Área de
- Tormentas severas periódicas
- Baja Sismicidad, con silencio sísmico de 137 años

## Localidades del partido
- San Vicente
- Alejandro Korn: 7 km al este de la ciudad cabecera
- Domselaar: 15 km al sudeste
- Las Gaviotas de Canning: 17 km al noroeste de la ciudad cabecera.

## Intendentes municipales desde 1983
| Intendente                  | Mandato                                           | Partido | Partido | Alianza | Alianza |
| --------------------------- | ------------------------------------------------- | ------- | ------- | ------- | ------- |
| Carlos Mereles              | 10 de diciembre de 1983 - 10 de diciembre de 1987 |         | PJ      |         | —       |
| Carlos Mereles              | 10 de diciembre de 1987 - 1991                    |         | PJ      |         | FREJURE |
| José Luis Terniecki         | 1991 - 10 de diciembre de 1991                    |         | PJ      |         | FREJURE |
| Oscar Rodríguez             | 10 de diciembre de 1991 - 10 de diciembre de 1995 |         | PJ      |         | FREJUFE |
| Brigida Malacrida de Arcuri | 10 de diciembre de 1995 - 10 de diciembre de 1999 |         | PJ      |         | FREJUFE |
| Brigida Malacrida de Arcuri | 10 de diciembre de 1999 - 10 de diciembre de 2003 |         | PJ      | CJ      |         |
| Brigida Malacrida de Arcuri | 10 de diciembre de 2003 - 10 de diciembre de 2007 |         | PJ      | —       |         |
| Daniel Di Sabatino          | 10 de diciembre de 2007 - 10 de diciembre de 2011 |         | PJ      |         | FPV     |
| Daniel Di Sabatino          | 10 de diciembre de 2011 - 10 de diciembre de 2015 |         | PJ      |         | FPV     |
| Mauricio Gómez              | 10 de diciembre de 2015 - 10 de diciembre de 2019 |         | UCR     |         | CBA     |
| Nicolás Mantegazza          | 10 de diciembre de 2019 - 10 de diciembre de 2023 |         | PJ      |         | FdT     |
| Nicolás Mantegazza          | 10 de diciembre de 2023 - En el cargo             |         | PJ      | UP      |         |

## Población
Según los resultados definitivos del censo de 2022 la población del partido alcanza los 98.215 habitantes.

## Laguna de San Vicente
Muy cerca de la ciudad homónima, y apenas a 45 km de Buenos Aires, la Laguna de San Vicente tiene 180 ha. En la época colonial fue la "Laguna del Ojo": centro de una Merced de 25.000 ha, que recibiera Cristóbal Ximenez, siendo el primer propietario hispano criollo del lugar. 
No se permite bañarse ni practicar deportes acuáticos.
- Cómo llegar: desde Buenos Aires, por la Ruta Provincial 210. Llega el colectivo de la Línea 79. También llega la línea 435 desde la ciudad de Lanús. En FF.CC., desde Constitución a Glew o a Alejandro Korn, donde se abordan las siguientes líneas: 79, 435 y 404 (finalizan su recorrido en San Vicente).
- Informes: Dirección de Turismo, teléfono: (02225) 481411/481011

## Cultura
- Museo Sanvicentino (se exhiben testimonios del pasado del lugar)
- Bv. Sarmiento: vía principal
- Museo Histórico "17 de octubre", Quinta San Vicente. Lugar donde descansan los restos mortales del tres veces presidente Juan Domingo Perón (Lavalle entre Güemes y Costa).
- Cohetería Experimental en San Vicente, una actividad única y prácticamente exclusiva del lugar